# Zuco 103
Zuco 103 is een Nederlandse band die in 1999 gevormd werd en bestaat uit de Nederlandse drummer Stefan Kruger, de Duitse toetsenist Stefan Schmid en de Braziliaans-Nederlandse zangeres Lílian Vieira. De band pionierde de muziekstijl 'Brazilectro' door Braziliaanse, jazzy en elektronische elementen te combineren. Het geluid van Zuco 103 wordt gekenmerkt door een combinatie van verschillende stijlen waaronder drum-'n-bass, dub en afro. Zuco 103 laat zich inspireren door klanken van over de hele wereld: van Ethiopië tot Cuba en West-Afrika.

## Bandleden
De Braziliaanse zangeres Lilian Vieira kwam in 1989 naar Nederland. Ze studeerde zang aan het Rotterdams Conservatorium. Tijdens haar verblijf in Nederland werd ze zich steeds bewuster van Braziliaanse cultuur en tradities. Ze trad voornamelijk op met muzikanten die ook waren opgegroeid met Braziliaanse muziek, maar al gauw liet ze zich ook beïnvloeden door andere muziekstijlen. Stefan Kruger drumde met SfeQ en New Cool Collective en was een populaire studiomuzikant. Kruger geeft naar eigen zeggen niet om stijlen en vermengt met Zuco 103 allerlei soorten muziek en maakt daar zijn eigen interpretatie van. Stefan Schmid is geboren in München en woonde al lange tijd in Amsterdam. Hij begon als jazzpianist, maar liet met Zuco 103 zijn muzikale geschooldheid achterwege om een eigen geluid te creëren.

## Biografie
Met het eerste album Outro Lado (1999) verwierf Zuco 103 internationale roem als een van de grondleggers van het genre Brazilectro. In 2000 won de band de Heineken Crossover Award en in 2003 een Edison publieksaward. In 2004 werd de band genomineerd voor een BBC Radio 3 Award for World Music in de categorie Club Global. Op 10 juli 2005 trad de band op tijdens de dertigste editie van het North Sea Jazz Festival in Den Haag. Ook was de band te zien op festivals zoals Bumbershoot Seattle en Rock Werchter. Met de albums Tales of high fever (2002), Whaa! (2005) en After the carnaval (2008) boekte Zuco 103 succes in de Nederlandse Album Top 100.
Na een aantal jaar radiostilte kwam de band in 2015 terug met een nieuwe ep, genaamd Apocalypso. In 2016 volgde het album Etno Chic en in 2019 Tripicalismo. In 2023 volgde het album Telenova, hiermee won de band in 2024 een Edison Award in de categorie Global.

## Discografie

### Albums
| Album met eventuele hitnotering(en) in de Nederlandse Album Top 100 | Datum van verschijnen | Datum van binnenkomst | Hoogste positie | Aantal weken | Opmerkingen |
| ------------------------------------------------------------------- | --------------------- | --------------------- | --------------- | ------------ | ----------- |
| Outro Lado                                                          | 1999                  | -                     |                 |              |             |
| Tales Of High Fever                                                 | 2002                  | 08-06-2002            | 27              | 17           |             |
| One Down, One Up                                                    | 2003                  | 25-10-2003            | 100             | 1            | Dubbelalbum |
| Whaa!                                                               | 2005                  | 21-05-2005            | 30              | 16           |             |
| After The Carnaval                                                  | 2008                  | 03-05-2008            | 41              | 10           |             |
| Etno Chic                                                           | 2016                  | -                     |                 |              |             |
| Tripicalismo                                                        | 2019                  | -                     |                 |              |             |
| Telenova                                                            | 2023                  | -                     |                 |              |             |

### Singles
| Single met eventuele hitnotering(en) in de Nederlandse Top 40 | Datum van verschijnen | Datum van binnenkomst | Hoogste positie | Aantal weken | Opmerkingen                 |
| ------------------------------------------------------------- | --------------------- | --------------------- | --------------- | ------------ | --------------------------- |
| Treasure                                                      | 2002                  | -                     |                 |              | Nr. 83 in de Single Top 100 |
| Futebol                                                       | 2004                  | -                     |                 |              | Nr. 57 in de Single Top 100 |
| It's A Woman's World                                          | 2005                  | -                     |                 |              |                             |
| Na Mangueira                                                  | 2005                  | -                     |                 |              |                             |

### Ep
- Apocalypso (2015)

### Compilaties
- The Other Side Of Outro Lado (2001)
- Retouched! After The Carnaval Remixes (2009)